# San Pedro de Copán
San Pedro de Copán är en kommun i Honduras.   Den ligger i departementet Departamento de Copán, i den västra delen av landet, 180 km väster om huvudstaden Tegucigalpa. Antalet invånare är 5 107.